# Qalaboyun
Qalaboyun è un comune dell'Azerbaigian situato nel distretto di Tovuz. Conta una popolazione di 426 abitanti.